# Doglock

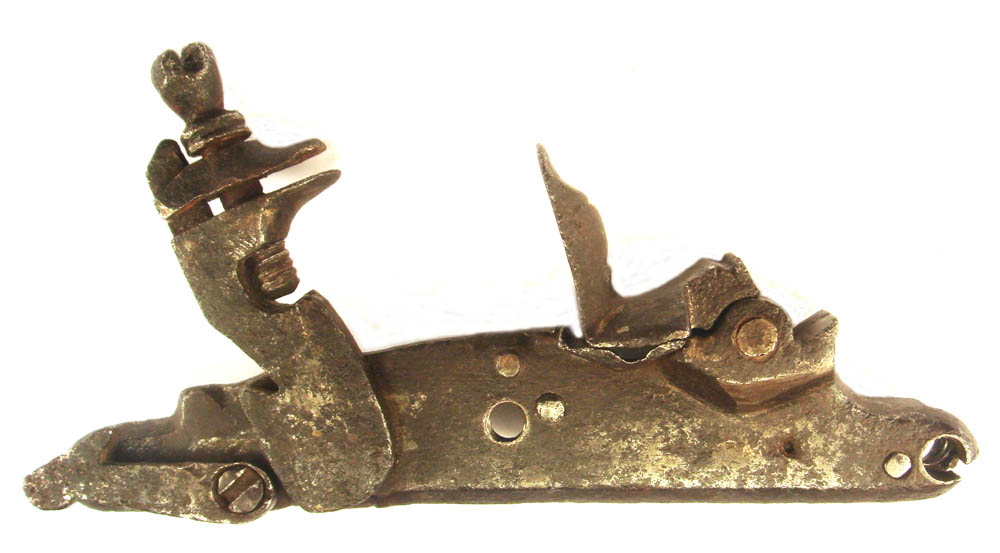
Pany anglès doglock

Doglock és un pany d'arma d'avantcàrrega que va precedir els panys clàssics o autèntics de pedrenyera. Es va començar a usar als anys 1630, al principi en carrabines i pistoles de cavalleria. Va ser molt popular entre els militars de Gran Bretanya i els Països Baixos. A partir del darrer terç del segle xvii, el seu ús es va estendre als mosquets d'infanteria (al continent és més comuna la paraula fusell), que canviaren el pany de metxa pel pany doglock de pedrenyera.

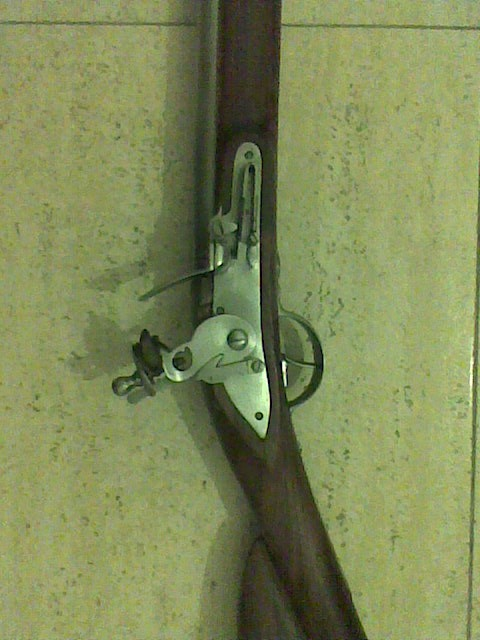
Rèplica d'un mosquet doglock que mostra el pany al fiador

De la mateixa manera que els dispositius de pedrenyera posteriors, contenia pany, pedra foguera i rastell o bateria, però es completava amb una posició de fiador de captura externa, amb una peça anomenada gos. Els panys doglock no tenien la posició de fiador (mitja càrrega) incorporada al mecanisme del pany, que més tard fou característica dels panys de pedrenyera, també anomenats de sílex i pedra foguera.
Per carregar l'arma en seguretat, el pany doglock s'assegurava en mitja càrrega amb una fixació externa. Calia armar el peu de gat en posició de foc, acoblar-hi el gos i prémer el disparador. Llavors el pany quedava bloquejat pel fiador. Així la pedra no anava endavant i s'evitava que un impacte accidental contra el rastell encengués la pólvora de la cassoleta i, de retruc, detonés la cambra del canó quan el foc de la cassoleta entrés a la cambra per l'oïda.
Als anys 1720, les armes de pedra foguera incorporaren la posició de mitja càrrega al mecanisme del pany i els mosquets doglock caigueren en desús.
La primera imatge d'aquest article mostra un pany doglock de l'època de la Guerra Civil Anglesa. El peu de gat està en la posició de foc. El gos ha estat empès automàticament fora de l'osca després d'armar el peu de gat. A la segona imatge podeu veure una rèplica de mosquet doglock dels primers anys del segle xviii, amb el detall del gos en posició de fiador.